# 太陽風

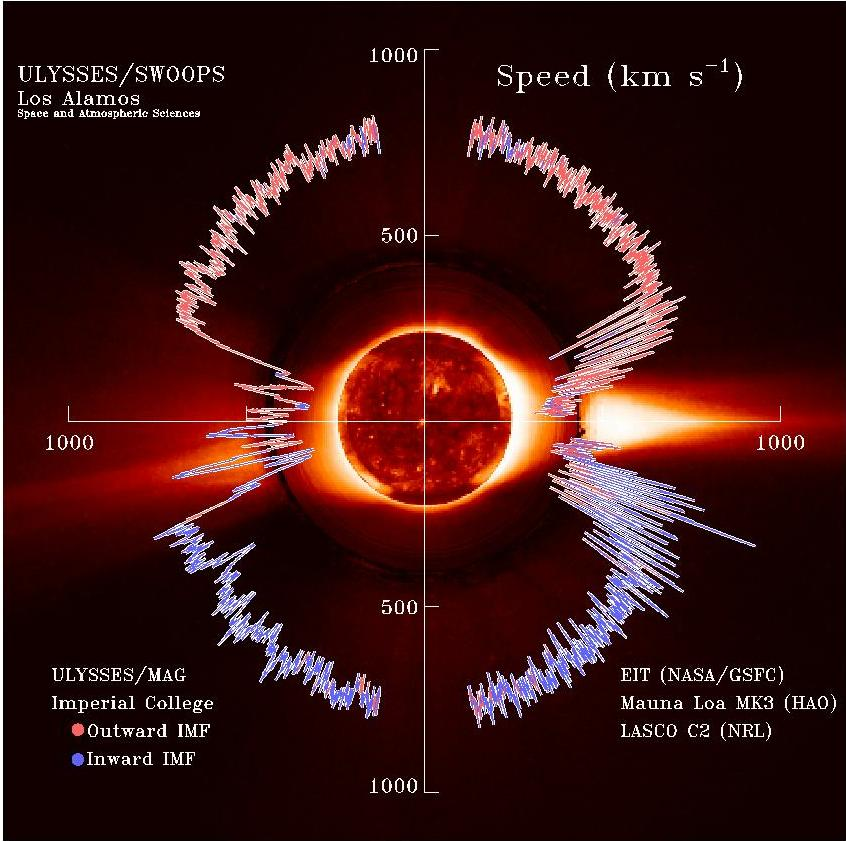
太陽風

太陽風（たいようふう、英: solar wind）は、太陽から吹き出す極めて高温で電離した粒子（プラズマ）のことである。これと同様の現象はほとんどの恒星に見られ、「恒星風」と呼ばれる。なお、太陽風の荷電粒子が存在する領域は太陽圏と呼ばれ、それと恒星間領域の境界はヘリオポーズと呼ばれる。
大規模な太陽フレアが発生した際に太陽風が爆発的に放出され、地球上や人工衛星などに甚大な被害を及ぼす現象は、太陽嵐 (solar storm) とも呼ばれる。

## 概要
太陽の表面には、コロナと呼ばれる100万度以上の密度の低い薄い大気がある。このような超高温では、気体が電子とイオンに電離したプラズマ状態になっており、太陽の重力でも、このコロナガスを繋ぎ止めることができず、イオンや電子が放出される。放出された電気を帯びた粒子（プラズマ）が太陽風と呼ばれる。
毎秒100万トンもの質量が太陽から放射されている。この流れが地球の公転軌道に達するときの速さは約300～900 km/s、平均約450 km/sであり、温度は106 Kに達することもある。地球磁場に影響を与え、オーロラの発生の原因の一つとなっている。高速の太陽風は、コロナホールや太陽フレアに伴って放出されていると考えられている。
太陽風の存在は、1958年にユージン・ニューマン・パーカーが提唱し、太陽風 (solar wind) の名称も、彼によって提案された。初の直接観測は、1962年打ち上げの金星探査機・マリナー2号によって行われた。
太陽系には、系外からの銀河宇宙放射線が流入しているが、その量は、太陽風を伴う太陽活動と相関があり、太陽活動極大期に銀河宇宙線量は最小になり、太陽活動極小期に銀河宇宙線量は最大になる。これは太陽風が、太陽系外から流入する銀河宇宙線をブロックするためと考えられている。銀河宇宙線のエネルギーは強大で、ほぼ真空の宇宙空間を飛翔する岩石結晶には、銀河宇宙線による細かい傷が見られる。太陽風によって、銀河宇宙線の地球に対する影響が抑えられている部分がある。米国のボイジャー探査機においては、太陽系を離れるにつれて次第に強い銀河宇宙線が検出されている。
太陽に接近して尾ができた彗星において、尾が常に太陽と反対方向に延びるのも、彗星表面から蒸発した物質が太陽風によって吹き流されるのがその一因である。
太陽風は水素イオンが95%を占めており、残りはヘリウムとその同位体等の様々なイオン及び電子となっている。月などの大気や磁気のない天体表面にはそれらが堆積している。特に核融合燃料として有望なヘリウム3が月面に豊富に堆積している事が確認されており、その利用が月開発の目標の一つとなっている。

## 大きな太陽風と地球にもたらす被害
- 1859年 - 過去記録されている最大規模の太陽風（太陽嵐）が発生。米国科学アカデミーでは、同規模の太陽風が再度起きた場合には約2兆ドル規模の経済的損失が生じると推計している[10]（1859年の太陽嵐）。
- 1989年3月 - カナダのケベック州で約600万世帯が停電などの被害を受け、復旧に数か月かかった。太陽風により生じた地磁気の乱れにより、送電線に想定外の誘導電流が流れたことによるシステムダウン[11]（1989年3月の磁気嵐）。
- 2020年2月 - スペースX社が打ち上げを進めていたスターリンク衛星のうち最大40機が衛星軌道から外れる事故。太陽風による地磁気の乱れが影響したもの[12]。
- 2024年5月 - 太陽フレアによりアメリカの電力系統やGPSなどで異常が報告された[13]。デリンジャー現象が観測された[14]。